# Терпугово
Терпу́гово (рос. Терпугово) — село у складі Варгашинського району Курганської області, Росія. Входить до складу Верхньосуєрської сільської ради.
Населення — 275 осіб (2017, 320 у 2010, 377 у 2002).